# روبرت بيلمونت
روبرت بيلمونت (بالفرنسية: Robert Belmont)‏ هو سياسي فرنسي، ولد في 22 ديسمبر 1892 في فرنسا، وتوفي بنفس المكان في 11 أبريل 1953. انتخب عضو مجلس الشيوخ في الجمهورية الفرنسية الثالثة (10 يناير 1933 – 31 ديسمبر 1941) وانتخب رئيس بلدية Bourgoin ‏ (1929 – 1937).